# Alla conquista della Luna
Alla conquista della Luna è un racconto fantascientifico di Emilio Salgari, apparso a puntate nel 1893 sul settimanale La Nuova Arena. La critica lo annovera tra le rare esplorazioni fantascientifiche dell'autore, accanto al romanzo Le meraviglie del Duemila.

## Storia editoriale
Il testo uscì a puntate nel 1893 sul settimanale veronese La Nuova Arena, di cui Salgari era diventato redattore dieci anni prima utilizzando vari pseudonimi.
Nel 1936 il racconto fu ristampato nella Collana Popolare Salgari dell'editrice Carroccio di Milano.
L'edizione critica moderna, curata da Felice Pozzo, è stata pubblicata da Cliquot nel 2016.

## Trama
Sull'isolotto di Allegranza nelle Canarie approda un piroscafo brasiliano che sbarca casse, legname e due scienziati, il dottor Carvalho e il professor Souza. I due allestiscono un cantiere recintato; l'alcalde José Faja osserva incuriosito ma ottiene spiegazioni soltanto dopo molte suppliche: i brasiliani vogliono «conquistare la Luna» con una macchina volante a cupola di cristallo mossa da specchi “insolatori” che concentrano l'energia solare.
Per tre mesi gli isolani assistono alle prove dei motori, al montaggio di eliche giganti e al collaudo del vetro pressurizzato. Il giorno del lancio, all'alba, soltanto Carvalho e Souza salgono a bordo; Faja e la popolazione restano a terra e vedono l'apparecchio salire fino a scomparire oltre le nubi, lasciando dietro sé un «lampo abbagliante».
Prima di decollare, gli scienziati consegnano a Faja cilindri di metallo contenenti il diario tecnico dell'impresa, da inviare ai governi in caso di fallimento. Tre mesi più tardi un cilindro simile viene ripescato nell'Atlantico, un altro nel Pacifico; Madrid ordina una missione navale per recuperarli. I documenti descrivono la cupola ermetica, la scorta di ossigeno e il rischio di «spaventevole caduta» se gli insolatori si guastassero.
Quattordici mesi dopo, una nave inglese raccoglie su un isolotto delle Côn Đảo un uomo ustionato che afferma di chiamarsi Souza ed «essere caduto dal cielo». Riportato a Rio de Janeiro, l'uomo impazzito non fornisce notizie di Carvalho; l'avventura resta avvolta nel mistero, affidata ai cilindri e all'unico (presunto) superstite.

## Personaggi
CarvalhoScienziato brasiliano, co-ideatore della macchina a insolatori.
SouzaCollega di Carvalho; unico (presunto) sopravvissuto, ritrovato folle su un isolotto.
José FajaVecchio pescatore e autorità locale di Allegranza, testimone dell'impresa.

## Critica
La Encyclopedia of Science Fiction include il racconto tra le opere salgariane di interesse fantascientifico. La macchina volante a energia solare riflette l'ottimismo tecnico di fine Ottocento e anticipa immagini di navigazione spaziale che diverranno popolari nel XX secolo.
Uno studio di Silvio Sbrogiò rileva come l'opera mostri «l'evoluzione dall'avventura marittima alla proiezione tecnico-scientifica».
La rivista Flaneri ne sottolinea il taglio divulgativo e la vivacità descrittiva.

## Edizioni
- Emilio Salgari, Alla conquista della Luna, in «La Nuova Arena», a puntate, Verona, 1893.[1]
- Emilio Salgari, Alla conquista della Luna, collana Collana Popolare Salgari, Milano, Carroccio, 1936.[3]
- Emilio Salgari, Alla conquista della Luna, in Star, n. 3, Roma, EPIERRE, 1981.[8]
- Emilio Salgari, Alla conquista della Luna, in Le meraviglie del Duemila – Salgari & Co., n. 7, Torino, Andrea Viglongo e C., 1995, ISBN 8872351812.[8]
- Emilio Salgari, La stella filante. Alla conquista della Luna, in Minima curiosa, n. 1, San Marino, AIEP, 2000.[9]
- Emilio Salgari, Alla conquista della Luna, in I racconti della Bibliotechina Aurea Illustrata – Emilio Salgari. L'Opera Completa, n. 52, Milano, Fabbri Editori, 2003.[8]
- Emilio Salgari, Alla conquista della Luna, a cura di Felice Pozzo, Roma, Cliquot, 2016, ISBN 9788899729042.[10]